# إلبيرت تاتل
إلبيرت تاتل (بالإنجليزية: Elbert Tuttle) هو قاضي أمريكي، ولد في 17 يوليو 1897 في باسادينا في الولايات المتحدة، وتوفي في 23 يونيو 1996 في أتلانتا في الولايات المتحدة.